# 304 î.Hr.

## Nașteri
- Ashoka, ultimul mare împărat al Imperiului Maurya din India (d. 232 î.Hr.)